# Кирилл II Контари
Кирилл II Контари (греч. Κύριλλος Β Kοντάρι; XVI век, Македония — 24 июня 1640) — патриарх Константинопольский, занимавший пост на протяжении шестнадцати лет (1623 — июнь 1639).
Предшественником патриарха Кирилла II был патриарх Анфим II, а его преемником был патриарх Афанасий Цареградский.

## Биография
Кирилл II Контари родился в Македонии, получил образование в иезуитской коллегии в Галате.
В 1618 году Кирилл был возведен в сан митрополита Веррии.
В 1631 году Кирилл Контари посетил Москву и привез грамоты патриарха Кирилла I Лукариса.
В начале 1630-х годов Кирилл примкнул к противникам патриарха Кирилла I Лукариса, выступавшим против него из-за публикации под его именем кальвинистского «Исповедания веры».
4 октября 1633 года в результате решения нескольких митрополитов Кирилл Контари был избран патриархом Константинопольским, однако не смог выплатить необходимый взнос Высокой Порте и 11 октября был сослан на остров Тенедос. Там он составил прошение к вернувшемуся на Константинопольский престол Лукарису и получил позволение вновь занять Веррийскую кафедру.
В марте 1635 года при поддержке дипломатов из католических государств Кирилл добился низложения Лукариса и 15 марта 1635 года занял его место. Однако тесные связи Кирилла с католиками вызывали недовольство в Константинопольской Церкви и 26 июня 1636 года он был смещен и сослан на Родос, а Лукарис возвращен в столицу.
В феврале 1637 года при финансовой поддержке Иоганна Шмидта Рудольфа Кириллу II удалось вернуться из ссылки. 25 марта 1637 года датировано послание Кирилла и еще 12 архиереев к Иоганну Шмидту, в котором они просили помощи в борьбе с Лукарисом и избавлении Церкви от кальвинизма. 
В апреле 1637 года Кирилл Контари отправил папе Римскому Урбану VIII послание с описанием бед, происходивших с Константинопольской Церковью из-за патриаршества Лукариса. В послании Урбана VIII, датированном 2 октября 1637 года были перечислены условия, при выполнении которых Кирилл мог рассчитывать на финансовую поддержку, в их числе было и принятие католического вероисповедания.
В июне 1638 года Лукарис был обвинен в государственной измене, арестован и казнен, а Кирилл Контари в третий раз стал патриархом.
24 сентября 1638 года под председательством Кирилла II состоялся Собор в Константинополе, в котором приняли участие патриархи Иерусалимский Феофан III и Александрийский Митрофан. Собор предал анафеме Кирилла Лукариса и его учение. В начале 1639 года Кирилл Контари обязал клириков и мирян приносить ему лично на проверку любые сочинения, подписанные именем Лукариса. Однако уже в послании к кардиналу Антонио Барберини от 18 апреля 1639 года Контари писал, что по совету последнего опубликовал синодальное послание о предании анафеме Лукариса.
Летом 1638 года представители католических государств и папского престола получили от Кирилла II устные уверения в готовности подписать католическое исповедание веры. Одним из первых распоряжений Кирилл Контари удовлетворил прошение французских посланников о позволении отправлять службу по католическому обряду в церкви святого Феодора. Переговоры продолжались всю осень, а 15 декабря 1638 года в присутствии Иоганна Шмидта Рудольфа и патриаршего викария Анджело Петрикки Кирилл II подписал католическое исповедание веры и подтвердил свою верность папе Римскому Урбану VIII. Это вызвало негодование как иерархов Константинопольской Церкви, так и султана.
В июне 1639 года Кирилл Контари был низложен, арестован и сослан в Тунис. 30 марта 1640 года он прибыл в город Сус и отправил оттуда послание кардиналу Барберини с просьбой дать ему денег на подкуп османского чиновника, отвечавшего за его охрану. Впоследствии Кирилл продолжал писать и Барберини, и лично Урбану VIII, однако те не оказали ему поддержки.
24 июня 1640 года Кирилл Контари был задушен по приказу османского паши, вынуждавшего его принять ислам.